# آیسا
آیسا (به اسپانیایی: Alloza) یک شهرستان در اسپانیا است که در استان تروئل واقع شده‌است.

## خصوصیات
آیسا ۸۱ کیلومترمربع مساحت و ۶۹۱ نفر جمعیت دارد.